# هونگچی اچ۹
هونگچی اچ۹ یک خودروی شرکتی در اندازه بزرگ است که توسط گروه فاو تحت برند هونگچی تولید می‌شود.

## تاریخچه
این خودرو در آوریل ۲۰۲۰ معرفی شد.همچنین نسخه تولیدی از اوت سال ۲۰۲۰ در بازار چین عرضه شد.

## مشخصات فنی

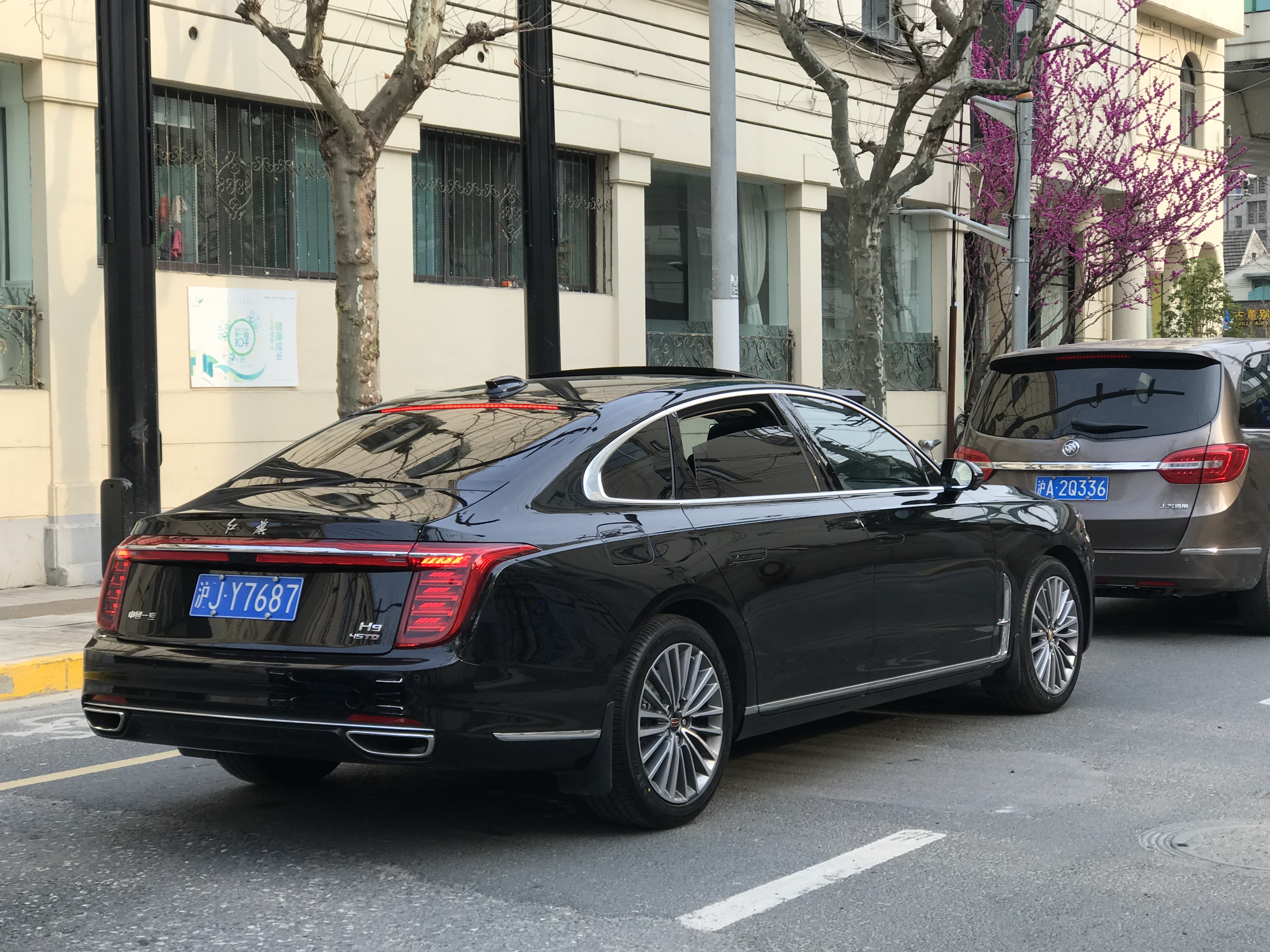
عقب اچ۹

اچ۹ توسط یک موتور بنزینی توربوشارژ دو لیتری به علاوه یک سیستم هیبریدی ۴۸ ولت با ۱۸۵ مجهز شده‌است. برای خودرو دو مدل موتور موجود است. موتور (۲۵۲ اسب بخاری) یا یک موتور بنزینی سوپرشارژ سه لیتری با ۲۰۸ کیلووات (۲۸۳ اسب بخاری) هر دو مدل دارای پیشرانه چرخ عقب و گیربکس ۷ سرعته دو کلاچه هستند.